# Luis Monzón
Luis Felipe Monzón Artiles (Las Palmas de Gran Canaria, 9 de abril de 1966) es un piloto de rally y GT español. Compitió durante diferentes temporadas en el Campeonato de España de Rally, certamen que ganó en 2001 con un Peugeot 206 WRC y en 2013 con un Mini Cooper WRC.
En circuitos venció en el Campeonato Asia Supercars Chalenge en 2007, certamen que conquistó al volante de un Ferrari. A nivel internacional ha obtenido un podio en el Intercontinental Rally Challenge (2012) y varias victorias y podios Campeonato de Europa de Rally.

## Trayectoria

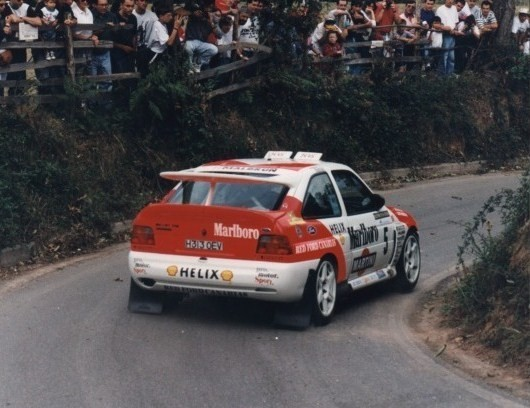
Luis Monzón en el Rally Príncipe de Asturias de 1995.

Luis Monzón es nieto e hijo de pilotos. En 1976, a los diez años, ya competía en motos, modalidad en la que empezó a cosechar victorias hasta que abandonó la disciplina en 1990. Por el camino, el piloto natural de Santa Brígida dejó un reguero de cuarenta victorias, entre ellas, una cantidad importante en los añorados Camel Off-Road. En este apartado, entre 1987 y la primera prueba de 1990, estuvo imbatido, logrando así títulos provinciales y regionales. También campeón regional de motocross y de la especialidad de dirt track, ha sido todo un referente en el mundo de las dos ruedas a nivel regional.
En 1986, con motivo del Rallye Villa de Santa Brígida, realizó su bautizo en el mundo de las cuatro ruedas. A los 20 años de edad, Monzón se puso a los mandos de un SEAT 127, vehículo con el que se intercambió al volante con Francis Bolaños, un buen amigo suyo y también rival y compañero en el apartado de motos.
Una temporada más tarde, esta vez al volante de un Renault 5 G Turbo, su nombre comenzó a sonar con más insistencia. En montaña, los podios en Grupo N elevaron fueron notorios para su experiencia hasta ese momento. Fue un trampolín que pocos meses después iba a dar grandes resultados. Por el camino, su debut internacional fuera de Canarias se produjo en 1988, cuando en el Rallye Vinho Madeira dejó asombró con una sensacional actuación.
La escalada de potencia seguía siendo una necesidad, así que en 1989 se puso a los mandos de un Ford Sierra RS Cosworth de propulsión trasera. Algunas victorias en Grupo N, así como algún podio absoluto, como el logrado en el Rallye Isla de Gran Canaria puntuable para la Copa de España, convertían a Monzón en toda una promesa del automovilismo canario.
La temporada 1990 mostró su capacidad polifacética. Si en el primer Camel Off-Road de ese año lograba su última victoria en motos, unas semanas después lograba la primera como copiloto, ésta, acompañando a Santi Álvarez en su potente Renault Maxi 5 Turbo. Poco después, llegaba la primera al volante, al imponerse en la Subida de Tejeda sobre otra versión del Ford Sierra Cosworth. Un triunfo clave para obtener su primer título, el de Campeón de Las Palmas de Montaña esa misma temporada. En el Rallye El Corte Inglés debutó con una unidad Grupo A de la escudería RAS Sport, máquina con la que estuvo cerca de ganar la prueba; de hecho, con ella logró ganar sus primeros tramos en esta cita internacional. Esos resultados le permitieron ingresar en el equipo patrocinado por Philipp Morris.
Salto al CERA
Este patrocinio le abrió las puertas de las primeras participaciones en el Campeonato de España de Rallies de Asfalto. En 1991, Luis Monzón debutó con un Ford Sierra Cosworth Grupo A de tracción total. Con él, logró la victoria en el Rally Islas Canarias celebrado en Tenerife, emprendiendo así su aventura en el certamen nacional. Poco después, en el Rally Cajalicante, materializó su primer podio en tierras peninsulares, y no sería el último, ya que posteriormente fue segundo en el Rally Ourense.
En la última parte de la temporada, Monzón sustituyó el Ford por un Lancia Delta Integrale 16v. De la misma manera que unos meses antes, debutó en el Rallye Villa de Teror con una victoria. Aún permanece vigente un récord: es el más joven en subir al primer puesto de esta prueba al lograr el triunfo con 25 años.
Unas semanas más tarde, en España se celebraba el primer rally del WRC. El Rally España – Cataluña era la penúltima cita del Mundial y suponía el debut de Monzón a este nivel. En ese escenario, el piloto grancanario firmó la séptima plaza absoluta. Hasta el momento, es la mejor clasificación de un canario en un rally del Campeonato del Mundo. En esa misma prueba logró la mejor clasificación de un piloto de las Islas en un tramo cronometrado (sexto), así como la mejor clasificación en el Mundial (48º).
Al año siguiente se puso a los mandos de un Lancia Delta HF Integrale, máquina que había debutado unas semanas antes en el Rally Monte Carlo. Con ese vehículo se quedó a las puertas de ganar el Rally El Corte Inglés y muy cerca de triunfar en el Campeonato de España; en este, acabó segundo en términos absolutos y su copiloto, Gaspar León, remató el año como campeón. Por el camino obtuvo importantes resultados, como su primera victoria en la Península (Rally Cajacantabria).
En 1993, el cambio de normativa en el Campeonato de España encaminó su programa deportivo, de nuevo, hacia las Islas Canarias. Repitió con Lancia, aunque sin excesiva suerte. Participó en el Rallye de Azores, donde tuvo que abandonar cuando había comenzado liderando. En el novedoso certamen de Rallye-Fórmula alcanzó el título gracias a su regularidad y a las dos victorias que consiguió a lomos de un Renault Maxi 5 Turbo de tracción total. Sumó otro título, esta vez en el Campeonato de Canarias de Montaña, donde se alzó con la corona al mando de una Osella BMW.
Temporada 1994: su gran año
De nuevo estrenando coche, Luis Monzón comenzó 1994 por todo lo alto. Al volante de un Ford Escort RS Cosworth, el grancanario ganó el Rally El Corte Inglés. Fue la primera de un buen número de victorias, independientemente de la modalidad. A finales de ese año ganó su primer Campeonato de Canarias y también el Campeonato de Las Palmas después de una temporada perfecta a tenor de los resultados conseguidos. Además, repitió título en el Regional de montaña (Osella BMW) y en los Rally-Fórmula (Ford Escort RS Cosworth Proto), por lo que redondeó un año inmaculado. A nivel internacional disputó en Italia el Rally Sanremo, puntuable para el WRC, donde tuvo que abandonar en la primera etapa sobre tierra al salirse en uno de sus tramos cronometrados.
Entre 1995 y 1997 siguió compitiendo con un Ford Escort RS Cosworth, logrando buenos resultados y varias victorias, aunque la fortuna le impidió conquistar nuevos títulos. Por otro lado, logró el primer puesto en el Rallye Príncipe de Asturias de 1995, prueba incluida en el FIA European Rally Championship.
En 1998 cambió de estrategia y abandonó los vehículos de tracción total. Se subió a un Renault Maxi Mégane Kit Car de tracción delantera, máquina a la que se adaptó desde un primer momento. Ganó su segundo título Regional de manera matemática y, a final de año, logró subirse al podio en el Rally de Madrid puntuable para el Campeonato de España.
Ese resultado le abrió las puertas de un nuevo proyecto en el Nacional. Así, en 1999 y como semioficial de Peugeot Sport España, fue subcampeón al volante de un 306 Maxi Kit Car después de luchar por el título hasta el último rally. En 2000 repitió, ya como oficial del equipo Peugeot, y acabó tercero en una temporada sin excesiva suerte.
Campeón de España de Rallies
La llegada del Peugeot 206 WRC, campeón del mundo un año antes con Marcus Grönholm, le permitió alcanzar su gran sueño: ser campeón de España. El año 2001 comenzó con algunas dificultades, pero la llegada de la primera victoria estuvo acompañada de otras muy importantes que acabaron por darle forma a su primer cetro nacional.
En la temporada 2002, con el mismo coche, regresó a su tierra para sellar su tercer y último título de Campeón de Canarias. A partir de ahí, Monzón se dedicó más a su empresa, Canarias Sport Competición, asumiendo la organización del Rally de Canarias ‘Trofeo El Corte Inglés’. Esta mayor dedicación a su trabajo hizo que durante algunas temporadas su faceta de piloto quedara en un segundo plano.
Ya en 2003 participó en dos pruebas del Campeonato de España de Gran Turismo con un Marcos LM 600 de 750 CV, ganando dos carreras a la vez que realiza sus primeras incursiones en la NASCAR. Las dos siguientes campañas compitió con un Ferrari 360 Modena NGT en el Campeonato de España GT venciendo tanto en el Circuito de Jerez como en el Ricardo Tormo de la Comunitat Valenciana. En 2005 tomó parte en las 24 Horas de Daytona en Estados Unidos con María de Villota como compañera y también con un 360 Modena de la marca Ferrari, experiencia que repitió en 2006 con el equipo Mastercar.  En 2006 y 2007 disputó con Ferrari el certamen Asia Supercars Challenge. Se quedó cerca de la victoria al primer intento, logrando este título internacional al segundo. En dos años sumó un total de ocho victorias. 
En 2007 participó en el Rally de Canarias con un Peugeot 206 WRC haciendo equipo con Juha Kankkunen. En 2008 volvió a competir en el Campeonato de España de Rallies bajo el paraguas del equipo Peugeot Sport España. Como en 1999, Monzón era semioficial de la marca del león con un Peugeot 207 S2000 con el que logró dos victorias, Ourense y Ferrol, como mejores resultados. Acabó tercero esa temporada.
Después de mucho tiempo sin participar en él, Luis Monzón –copilotado de nuevo por José Carlos Déniz– quiso salir en la edición número 25 del Rally Villa de Santa Brígida, el de su pueblo. Con un Peugeot 307 WRC fue el vencedor de esta histórica edición en el que, sin duda, fue el año más duro en toda la carrera deportiva del grancanario. Ese año volvió a inscribirse en el Campeonato de España de GT y en la prueba de Valencia su Lamborghini Gallardo se incendió durante la primera vuelta provocando una pequeña deflagración que quemó la cara y las manos de Monzón. Necesitó meses para recuperarse completamente. 
Pero su accidente más grave se produciría a finales de esa misma temporada en el Grand Prix de Macao, una prueba internacional que se celebra en este circuito urbano y a la que fue invitado el piloto canario. Al volante de un Lamborghini Gallardo de 550 CV, el siniestro se produjo cuando en la sesión de clasificación el coche impactó violentamente contra las protecciones cuando Monzón intentaba adelantar a un rival que le estaba estorbando. Este hizo una maniobra muy peligrosa y el Lamborghini acabó chocando. A consecuencia del fortísimo golpe el satauteño se rompió cuatro costillas, sufrió un severo neumotórax y también problemas con el nervio óptico de uno de sus ojos. 
La puntuabilidad del Rally Islas Canarias ‘El Corte Inglés’ para el Intercontinental Rally Challenge a partir de 2010 y hasta 2012 para continuar en 2013 en el Campeonato de Europa de Rally hace que la agenda del piloto canario sea cada vez más apretada. A pesar de ello, tras cuatro años alejado de la modalidad de rallies a nivel nacional, en 2012 Monzón hace un primer acercamiento con un Peugeot 207 S2000 del preparador italiano Delta Rally. Su segunda posición en el Rally Islas Canarias ‘El Corte Inglés’ dentro del nacional y la tercera plaza en el Intercontinental Rally Challenge le animaron a probar suerte de nuevo en Santander. Sin embargo una avería en el penúltimo tramo cuando eran líderes hizo que el canario decidiera subirse a un Porsche 997 GT3 en el siguiente rally, el de Rías Baixas. Allí fue quinto, pero en Ourense volvió a abandonar y decidió aparcar su aventura en el CERA.
En 2013, regresó al campeonato de España donde compitió con un Mini John Cooper Works WRC con el que logró las victorias en Canarias, Cantabria, Ourense, Ferrol y Príncipe de Asturias. Antes de la celebración del Rally de Llanes, al que no acudió, anunció su intención de retirarse de la competición. Con todo, el resultado de Alberto Meira en la prueba, donde terminó séptimo, le valió a Monzón proclamarse campeón por segunda vez en su carrera.
A partir de 2014 realiza una serie de participaciones esporádicas en rallies, aunque año tras año se mantiene fiel a su cita con el Rally Islas Canarias, del que se desvincula tras años ejerciendo como promotor en 2016. En 2014 abandonó en el quinto tramo por problemas en el MINI JCW WRC, mientras en la temporada siguiente, con el mismo coche, tuvo que retirarse por problemas de salud. En la edición de 2016 participó por primera vez con un R5, un Citroën DS3 R5 del equipo italiano Delta Rally, y a pesar de los muchos problemas mecánicos que sufrió a lo largo de las dos etapas, acabó tercero en la clasificación del FIA European Rally Championship y segundo en la del Campeonato de España de Rallies de Asfalto. Esa misma temporada hizo otra incursión en el nacional con motivo del Rally Princesa de Asturias con un Ford Fiesta R5 de RMC Motorsport logrando la tercera posición.
En 2017, de la mano de Auto-Laca Competición, se puso al volante de un Audi R8 LMS. Desde esa fecha, y hasta 2019, se mantuvo imbatido en la modalidad de montaña, logrando tres títulos regionales y dos provinciales, lo que le convierten en uno de los pilotos más efectivos de Canarias en esta especialidad.
En 2020 compite a los mandos de un novedoso Citroën C3 R5. En la primera prueba de la temporada, el XXXVI Rally Villa de Santa Brígida puntuable para el Campeonato de Las Palmas, fue segundo. Posteriormente, en el mismo certamen, logró la victoria en el Rally Comarca Norte y ha sido segundo en el Rally Orvecame Norte del Regional. A final de temporada ha conquistado el título Provincial y el subcampeonato Regional. En montaña, logró la victoria en la Subida Juncalillo pilotando un Audi R8 LMS.
La temporada 2021 comenzó con un triunfo en la XXV Subida de Juncalillo a los mandos del Audi R8 LMS. En rallies, inició su temporada en el campeonato regional con la celebración del XXXVII Rally Orvecame Norte, prueba que disputó con un Citroën C3 Rally2 y con el que abandonó en la última especial. Después de no estar presente en el Rally Villa de Adeje, el piloto canario adquirió un Skoda Fabia Rally2 Evo con el que ha sido segundo en el 47 Rally Senderos de La Palma, en el VII Rally Comarca Norte y en el 40 Rally Villa de Teror. Posteriormente logró su primera victoria en el Rally Isla Tenerife, a finales de octubre, y volvió a competir en el Rally Islas Canarias, donde fue segundo entre los pilotos locales.
En 2022, Luis Monzón comenzó la temporada venciendo, por sexta vez consecutiva, en la Subida Juncalillo (Gran Canaria), la cuarta al volante del Audi R8 LMS. Una semana después comenzó su temporada en el Campeonato de Canarias de Rallies. Lo hizo con la segunda posición en el XXXVIII Rally Villa de Santa Brígida, donde compitió con un Skoda Fabia Rally2 Evo. Posteriormente disputó el Rally Islas Canarias, tercera cita del FIA European Rally Championship, prueba que lideraba hasta su abandono, ya en la segunda etapa, tras anotarse dos mejores tiempos. Su última participación fue en el Rally Isla de Gran Canaria, donde logró su sexta victoria, la segunda al volante del Fabia.

## Resultados

### Campeonato de España de Rally
| Año   | Equipo                 | Auto                        | 1       | 2       | 3       | 4       | 5       | 6       | 7       | 8     | 9       | 10      | 11    | 12    | 13      | 14    | Pos. | Puntos |
| ----- | ---------------------- | --------------------------- | ------- | ------- | ------- | ------- | ------- | ------- | ------- | ----- | ------- | ------- | ----- | ----- | ------- | ----- | ---- | ------ |
| 1991  |                        | Ford Sierra RS Cosworth 4x4 | CAN 1   | ECO Ret | CAN Ret | CAJ 3   | LLA Ret | OUR 2   | OSO Ret | PDA   | VAL     |         |       |       |         |       |      |        |
| 1991  | Escudería Telde        | Lancia Delta Integrale 16V  |         |         |         |         |         |         |         |       |         | CAT 2   |       |       |         |       |      |        |
| 1992  |                        | Lancia Delta HF Integrale   | ECO Ret | ISC 2   | CAN 1   | MED 2   | LLA     | OSO Ret | SFR     | CER 1 | PDA 2   | OUR Ret | CAT   | MAD 2 |         |       | 2º   | 959    |
| 1995  | Escudería Telde        | Ford Escort RS Cosworth     | ECO     | ADE     | CAJ     | SMO     | LLA     | OUR     | SAG     | PDA 1 | FRO     | CAT     | COR   |       |         |       |      |        |
| 1998  | Renault Sport España   | Renault Mégane Maxi         | ECI 4   | ADE 2   | CAT     | CAJ     | VLL     | OUR     | AVI     | RBX - | SFR     | PRI     | COR   | SAL   | MAD 3   |       | 10º  | 338    |
| 1999  | Concesionarios Peugeot | Peugeot 306 Maxi            | ECI 2   | CAT 2   | COR 1   | CAJ Ret | VLL 2   | OUR 2   | AVI 1   | RBX 3 | PRI 3   | SAL 3   | ADE 1 | MAD 3 |         |       | 2º   | 1181   |
| 2000  | Peugeot Sport España   | Peugeot 306 Maxi            | CAT     | ECI Ret | CAJ Ret | MED     | VLL Ret | OUR 2   | AVI Ret | RBX 1 | COR 2   | PRI 2   | VEN 2 | SAL 1 | TEN Ret | MAD 2 | 3º   | 771    |
| 2001  | Peugeot Sport España   | Peugeot 206 WRC             | MED 3   | ECI 5   | SAL 1   | COR 1   | VLL 1   | OUR Ret | AVI 1   | RBX 1 | PRI 1   | VEN 1   | CAJ   | MAD 1 |         |       | 1º   | 1368   |
| 2002  | Concesionarios Peugeot | Peugeot 206 WRC             | ECI 2   | CAJ     | VLL     | OUR     | AVI     | RBX     | VCN     | MED   | CDS     | MAD     |       |       |         |       | ?    | ?      |
| 2005  | Peugeot Sport España   | Peugeot 206 S1600           | VIL     | CNR     | CAN     | RBX     | OUR     | AVI     | VLL Ret | FRR   | PRI     |         |       |       |         |       | -    | 0      |
| 2008  | Peugeot Sport España   | Peugeot 207 S2000           | VIL 2   | CNR 2   | CAN 6   | RBX 3   | OUR 1   | FRR 1   | PRI Ret | VLL 3 | SRM 3   | CBR     | SHA   |       |         |       | 3º   | 90     |
| 2012  | Canarias Sport Club    | Peugeot 207 S2000           | CNR 2   | CAN Ret |         |         |         |         |         |       |         |         |       |       |         |       | 13º  | 68     |
| 2012  | Canarias Sport Club    | Porsche 997 GT3             |         |         | RBX 5   | ORN Ret | FRR     | PRA     | VLL     | SRM   | RCM     |         |       |       |         |       | 13º  | 68     |
| 2013  | Canarias Sport Club    | Mini Cooper WRC             | CNR 1   | CAN 1   | RIA 6   | ORE 1   | FER 1   | PRI 1   | LLA     | SMO   | MAD     |         |       |       |         |       | 1º   | 213.5  |
| 2014  | Canarias Sport Club    | Mini Cooper S2000 1.6T      | CNR     | SMO     | RBX     | OUR     | BIE     | FER     | PDA     | LLA   | CAN Ret | MAD 4   |       |       |         |       | 32º  | 25     |
| 2016  | Auto-Laca Competición  | Citroën DS3 R5              | CNR 2   | ADE     | SMO     | FER     | CAN     | OUR     |         |       |         |         |       |       |         |       | 13º  | 72     |
| 2016  | Auto-Laca Competición  | Ford Fiesta R5              |         |         |         |         |         |         | PDA 3   | LLA   | MED     | MAD     |       |       |         |       | 13º  | 72     |
| 2017  | Auto-Laca Competición  | Ford Fiesta R5              | SMO     | ECI 3   | ADE     | OUR     | FER     | PDA     | LLA     | CAN   | MED     | MAD     |       |       |         |       | 21º  | 32,4   |
| 2018  | Auto-Laca Competición  | Ford Fiesta R5              | COC     | SMO     | ECI Ret | ADE     | OUR     | FER     | PDA     | LLA   | CAN     | MED     | MAD   |       |         |       | -    | 0      |
| [ 4 ] |                        |                             |         |         |         |         |         |         |         |       |         |         |       |       |         |       |      |        |

| Predecesor: Jesús Puras         | Campeón de España de Rally 2001 | Sucesor: Jesús Puras    |
| Predecesor: Miguel Ángel Fuster | Campeón de España de Rally 2013 | Sucesor: Sergio Vallejo |